# Weinmannia lucens
Weinmannia lucens là một loài thực vật có hoa trong họ Cunoniaceae. Loài này được Baker mô tả khoa học đầu tiên năm 1882.